# Włośnianka rosista

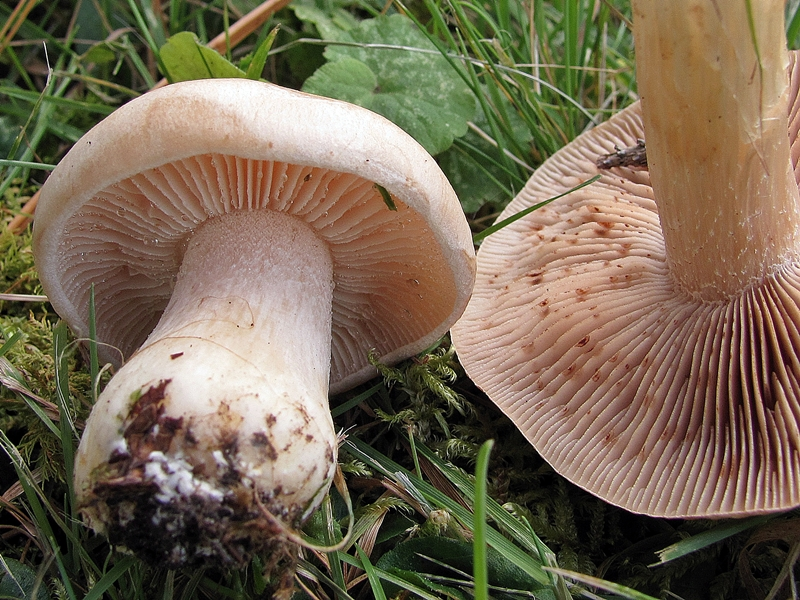

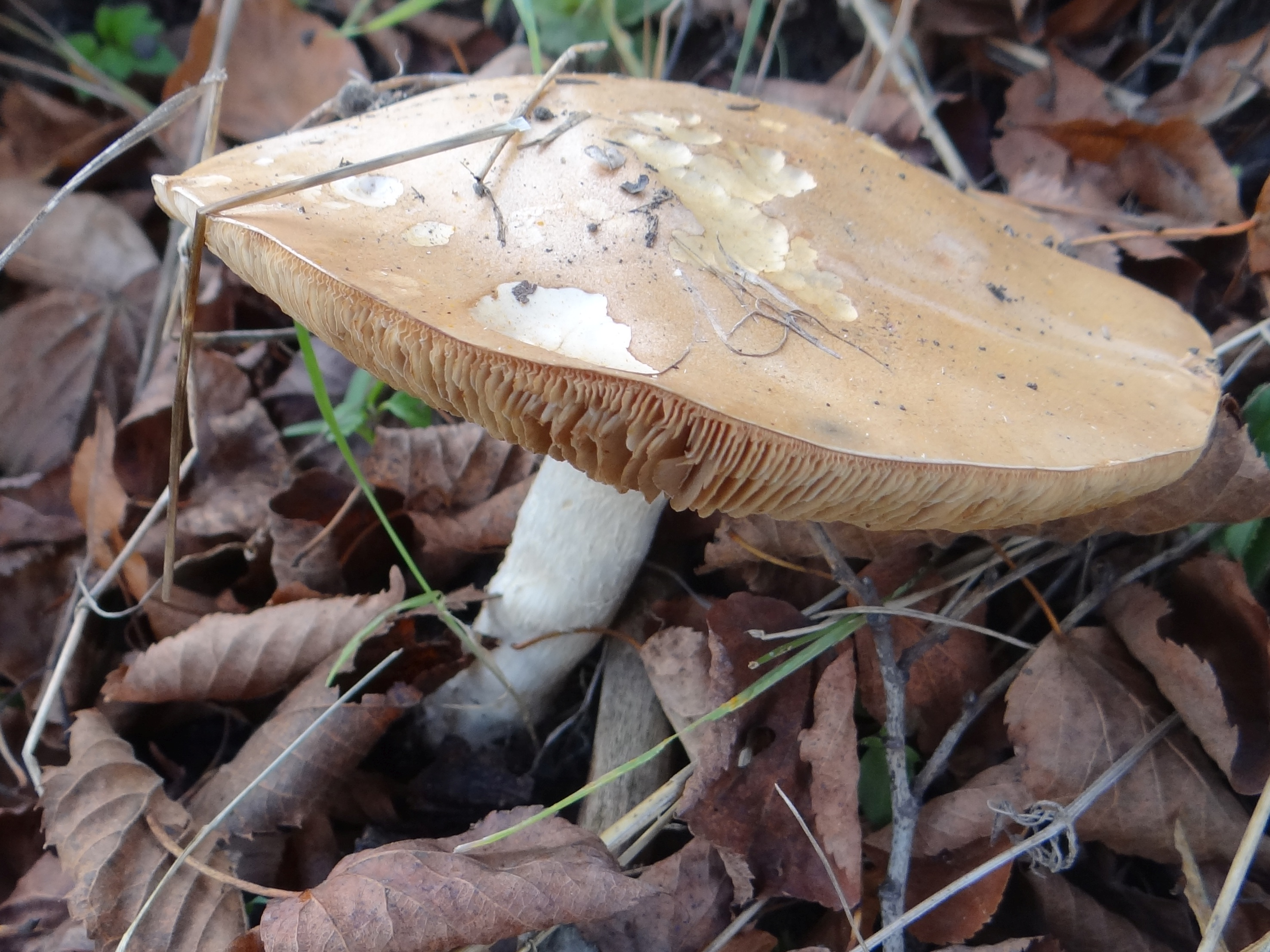

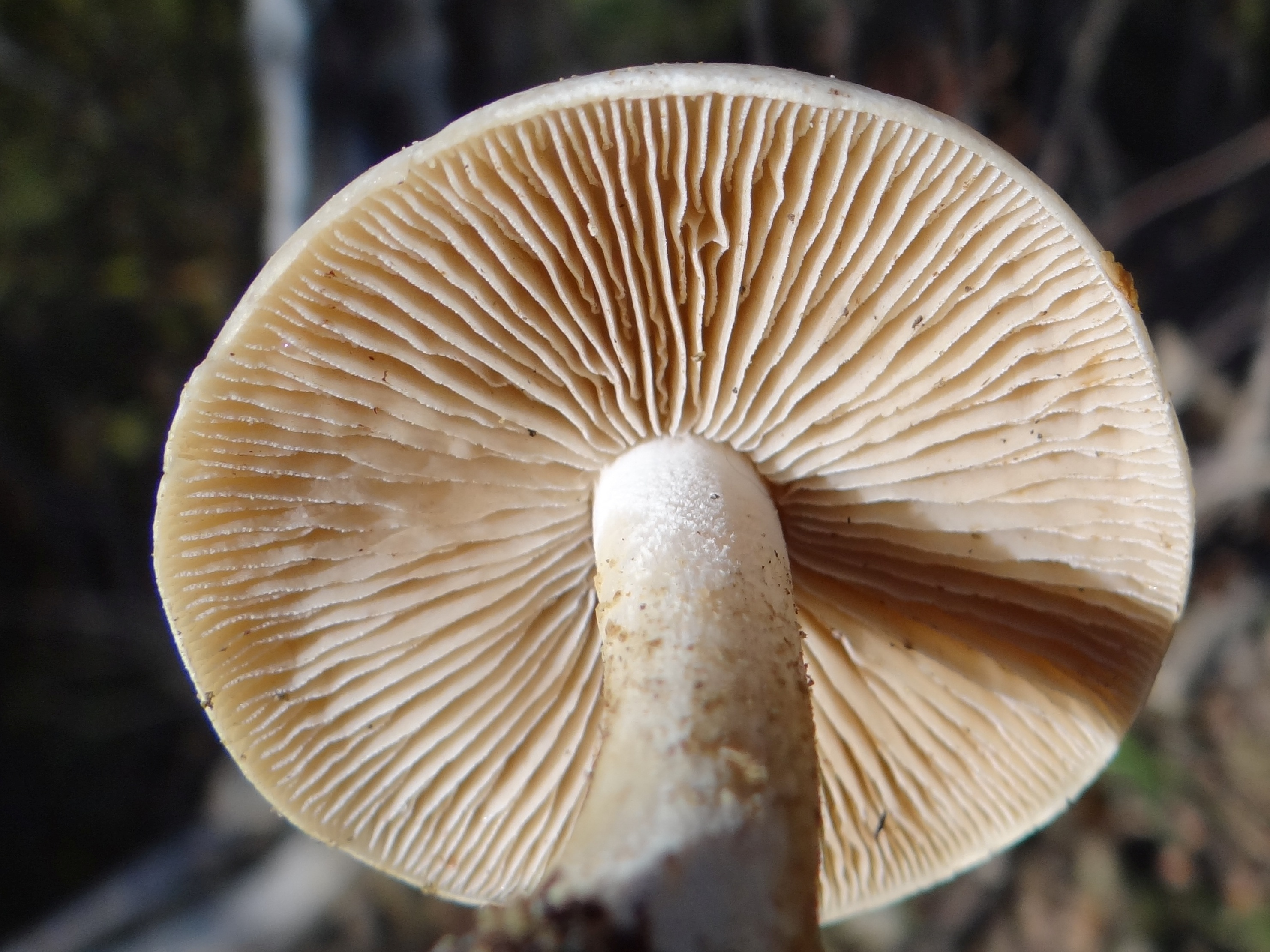

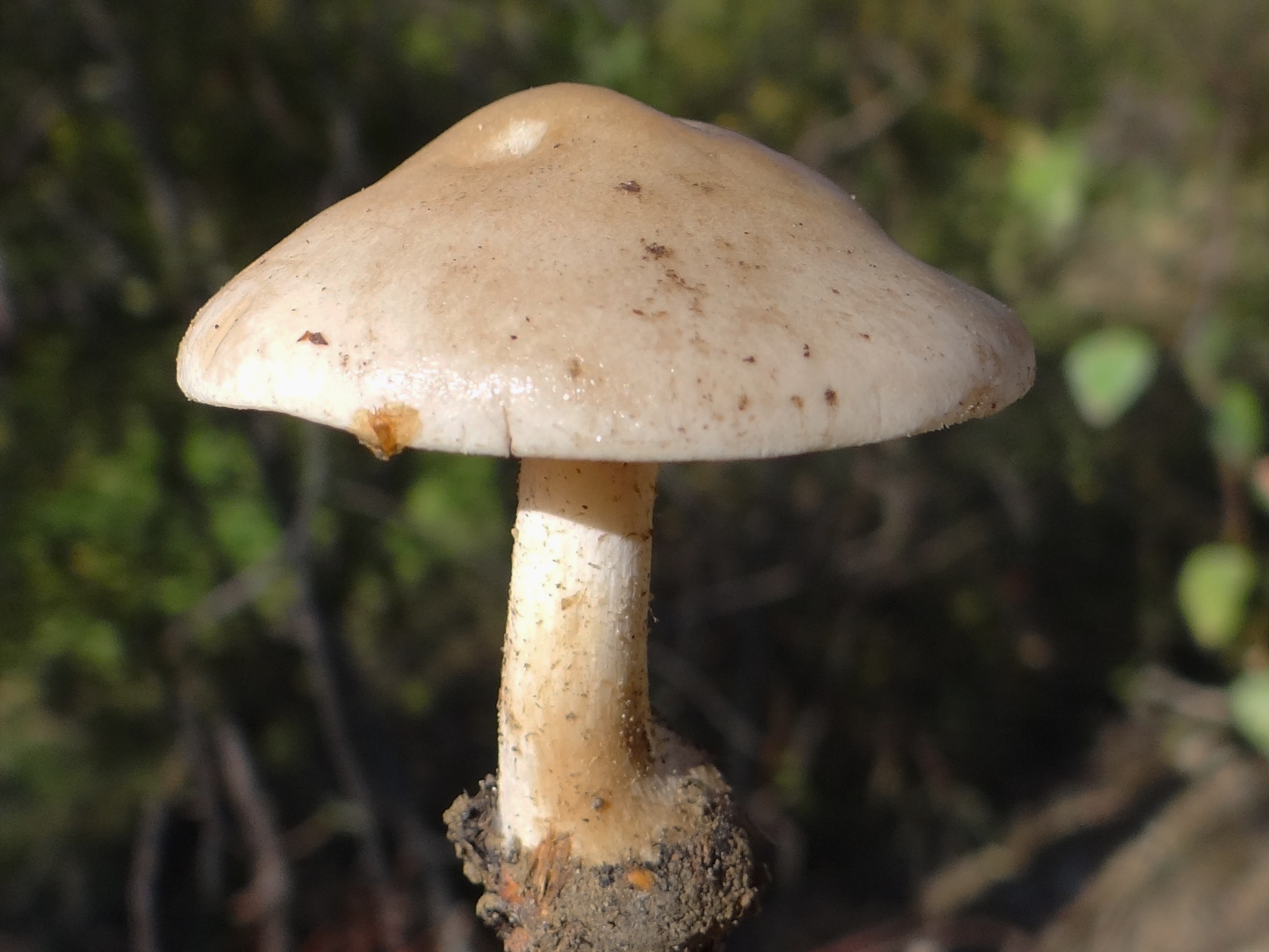

Włośnianka rosista (Hebeloma crustuliniforme (Bull.) Quél) – gatunek grzybów należący do rodziny pierścieniakowatych (Strophariaceae).

## Systematyka i nazewnictwo
Pozycja w klasyfikacji według Index Fungorum: Hebeloma, Strophariaceae, Agaricales, Agaricomycetidae, Agaricomycetes, Agaricomycotina, Basidiomycota, Fungi.
Po raz pierwszy takson ten zdiagnozował w 1787 r. Jean Baptiste François Pierre Bulliard. nadając mu nazwę Agaricus crustuliniformis. Obecną, uznaną przez Index Fungorum nazwę nadał mu w 1872 r. Lucien Quélet, przenosząc go do rodzaju Hebeloma.
Niektóre synonimy naukowe:

- Agaricus crustuliniformis Bull. 1787
- Agaricus crustuliniformis var. minor Cooke 1886
- Agaricus ossa J.F. Gmel. 1792
- Hebeloma diffractum (Fr.) Gillet1876
- Hebeloma longicaudum (Pers.) P. Kumm. 1871
- Hebeloma nudipes (Fr.) Kalchbr. 1873
- Hebelomatis crustuliniformis (Bull.) anon.
- Hebelomatis crustuliniformis (Bull.) Locq. 1977
- Hebelomatis radicatum (Cooke) Locq. 1979
- Hylophila crustuliniformis (Bull.) Quél. 1886

Nazwę polską podał Stanisław Chełchowski w 1898. W polskim piśmiennictwie mykologicznym gatunek ten ma też nazwę skórzak rosisty. Według Index Fungorum wyróżniana w niektórych opracowaniach włośnianka długotrzonowa (Hebeloma longicaudum (Pers.) P. Kumm.) to synonim włośnianki rosistej.

## Morfologia
Kapelusz
Średnica 4–8 cm, wyjątkowo do 10 cm. U młodych okazów półkulisty lub dzwonkowaty z podwiniętym brzegiem, potem rozpostarty i pofalowany na brzegach. Kolor kremowy, ochrowy lub rdzawożółty, skórka gładka.
W czasie wilgotnej pogody mazista lub śluzowata, w czasie suchej nieco tylko lepka.
Blaszki
Gęste i wąsko przyrośnięte do trzonu lub całkowicie wolne. Mają postrzępione brzegi i kolor szaroochrowy. Podczas wilgotnej pogody łzawią, tzn. wydzielają na ostrzach mleczne lub niemal przeźroczyste krople.
Trzon
Wysokość 5–10 cm, grubość 1–2 cm, cylindryczny, o włóknistej powierzchni, czasami pokryty drobnymi łuskami, szczególnie w górnej części.
Miąższ
Kremowobiały, w dolnej części trzonu ciemniejszy. Ma zapach rzodkwi i przeważnie jest gorzki.
Wysyp zarodników
Ochrowobrązowy.
Cechy mikroskopowe
Zarodniki w kształcie cytryny, drobno brodawkowane, o rozmiarach 3–9 × 5,5–7,5 μm.
Gatunki podobne
- włośnianka korzeniasta (Hebeloma radicosum). Posiada wyraźnie korzeniasty trzon wyrastający w spróchniałym drewnie[4].
- włośnianka musztardowa (Hebeloma sinapizans). Posiada dużo większy kapelusz, na środku wybarwiony ciemniej niż na obwodzie[4].

## Występowanie i siedlisko
Występuje w Ameryce Północnej i Środkowej, Europie, Australii oraz w Japonii i Korei. W Europie Środkowej i w Polsce gatunek bardzo pospolity.
Naziemny grzyb mykoryzowy. Występuje zarówno w lasach liściastych, jak i w iglastych, a także w parkach, ogrodach, na skarpach i w różnego rodzaju siedliskach ruderalnych; na poboczach dróg, na składowiskach. Unika siedlisk bardzo wilgotnych. Rośnie pod brzoza brodawkowatą, dębem szypułkowym, dębem bezszypułkowym i bukiem zwyczajnym. Owocniki pojawiają się od maja do listopada.

## Znaczenie
Grzyb niejadalny. Nie należy spożywać nawet młodych owocników, które nie są gorzkie, jednak mogą powodować zaburzenia żołądkowo-jelitowe. Z grzybni włośnianki rosistej wytwarzany jest wysokiej skuteczności preparat mikoryzowy ułatwiający wzrost i rozwój sadzonek drzew.